# 楢原站
楢原站（日语：／ Narahara eki */?）是位於岡山縣美作市楢原上，西日本旅客鐵道（JR西日本）的姬新線車站。

## 歷史
- 1954年（昭和29年）10月1日 - 姬新線美作江見至林野之間開設此站。
  - 當時車站地址為岡山縣英田郡美作町（日语：美作町）楢原上。
- 1987年（昭和62年）4月1日 - 伴隨國鐵分割民營化，車站由西日本旅客鐵道（JR西日本）營運。
- 2005年（平成17年）3月31日 - 隨著美作市成立，車站地址變為岡山縣美作市楢原上。
- 2011年（平成23年）4月1日 - 成為無人車站。

## 車站構造
車站是一座地面車站，設有1面1線的單式月台，津山方向的列車會開啟右邊車門。此站沒有車站大樓，車站出入口直接連接月台。
此站是由津山站管理的無人車站。曾經在站前商店發售車票（常備券），當時為簡易委託車站，在2011年4月中止簡易委託。此站沒有自動售票機。

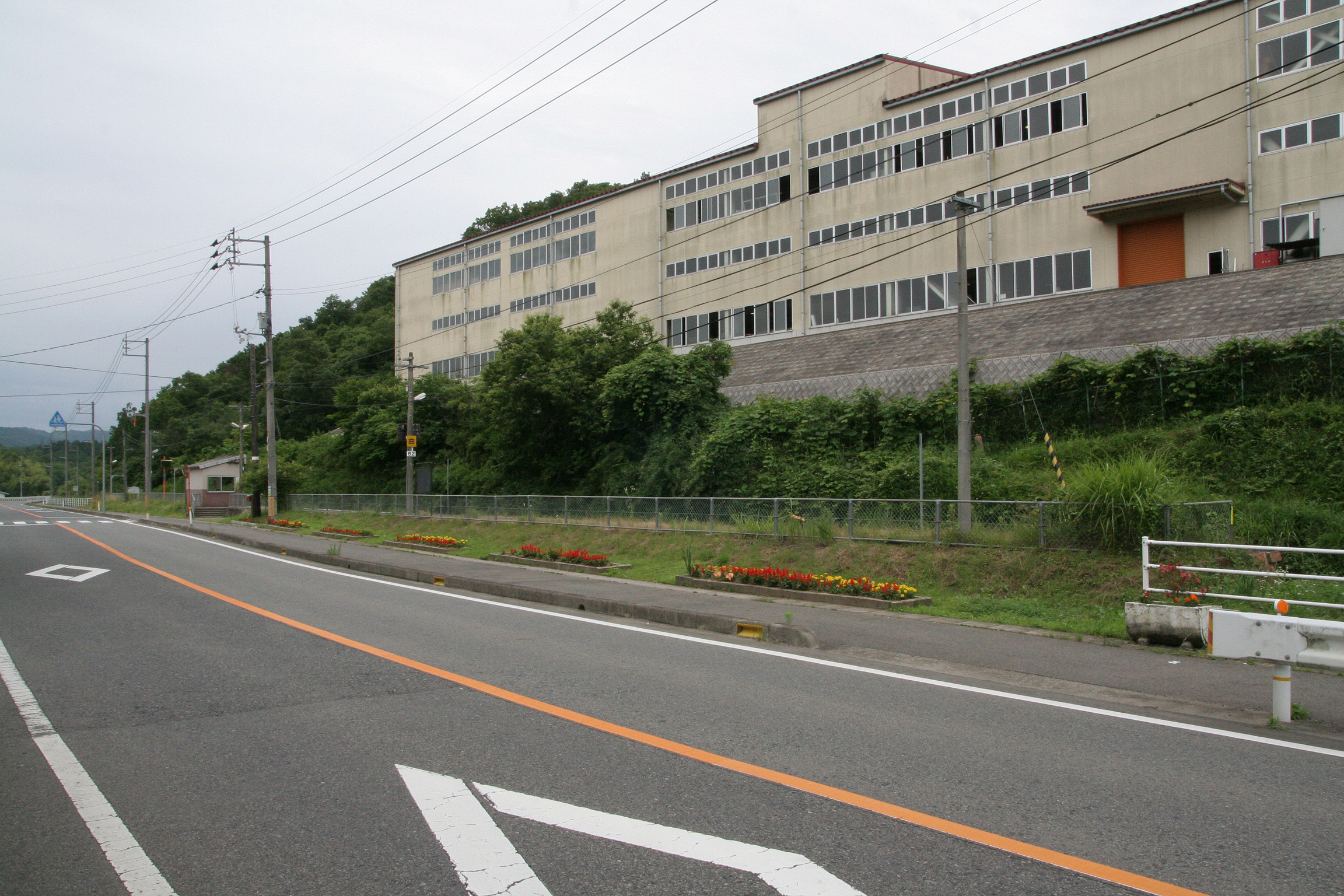
車站全體（2008年6月26日）
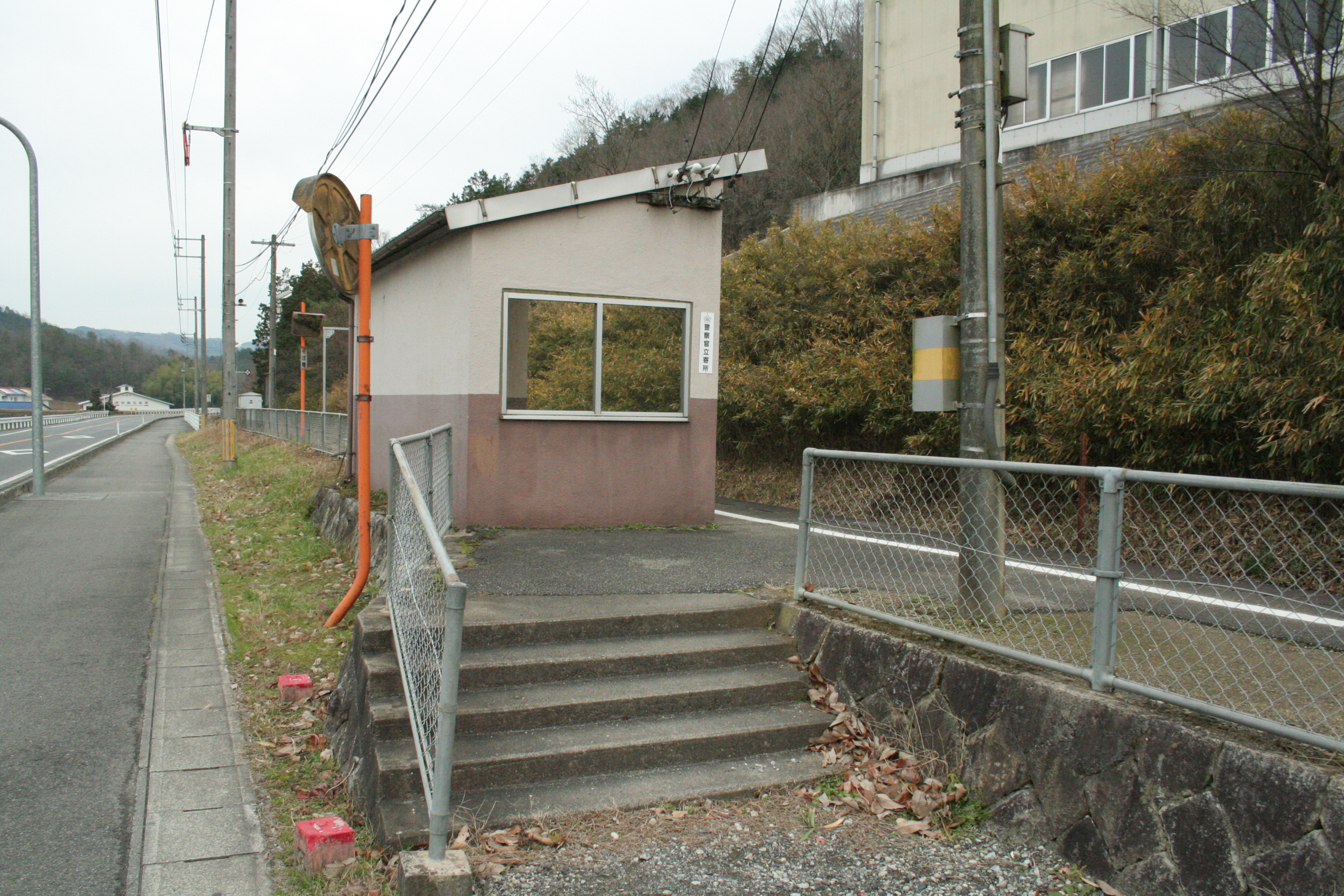
出入口。小屋為候車室。
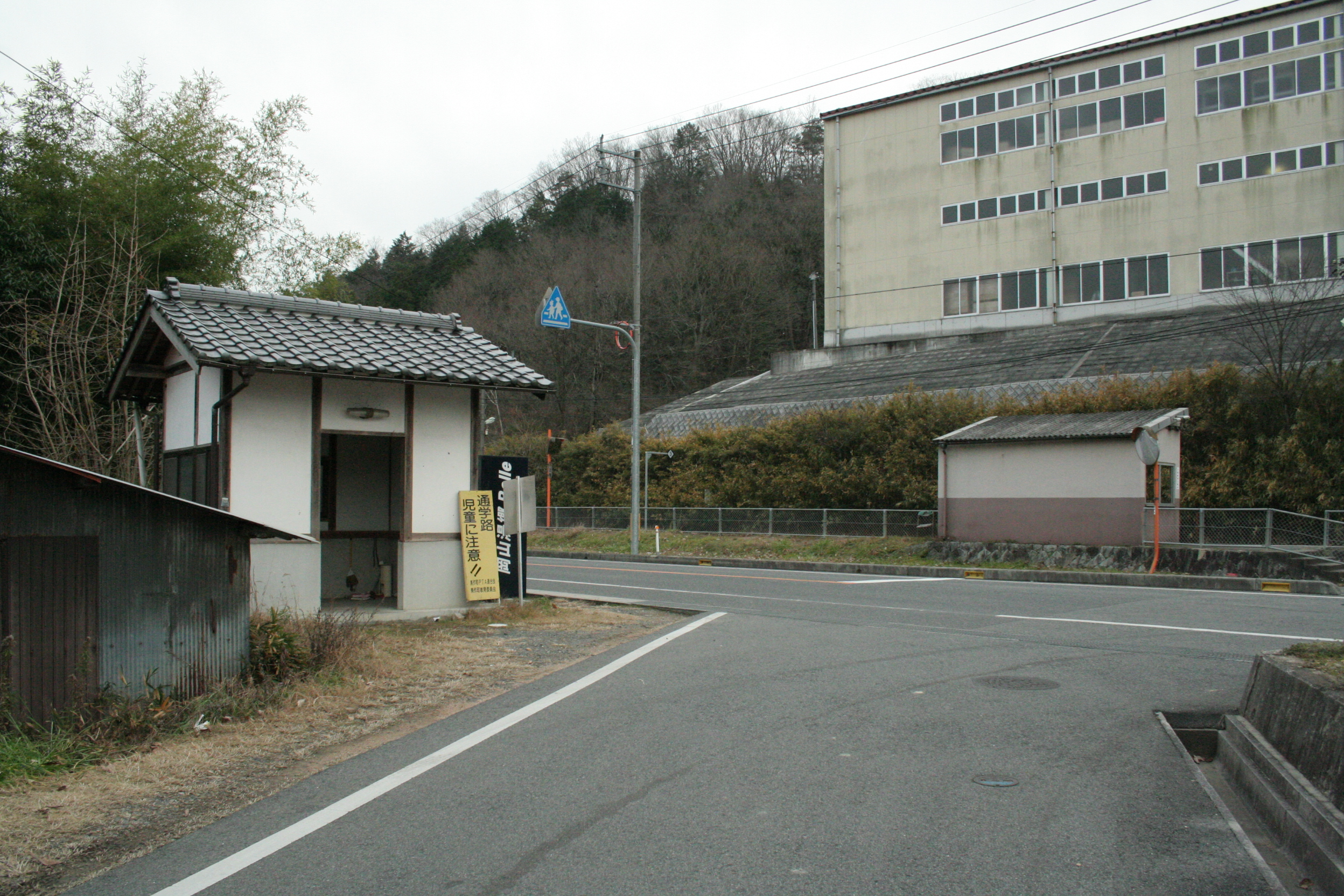
從北邊道路望見楢原站。左手邊的小屋是廁所。

## 使用狀況
以下為近年1日平均乘車人次列表。
| 年度 | 1日平均 乘車人次 |
| ---- | ---------------- |
| 1999 | 37               |
| 2000 | 32               |
| 2001 | 33               |
| 2002 | 27               |
| 2003 | 27               |
| 2004 | 35               |
| 2005 | 28               |
| 2006 | 26               |
| 2007 | 25               |
| 2008 | 25               |
| 2009 | 20               |
| 2010 | 23               |
| 2011 | 22               |
| 2012 | 27               |
| 2013 | 29               |
| 2014 | 25               |
| 2015 | 22               |
| 2016 | 24               |
| 2017 | 29               |
| 2018 | 25               |

## 車站周邊
- 美作楢原簡易郵局
- 古池
- 音田池
- 山崎產業（日语：山崎産業）岡山工場
- 中國自動車道楢原停車區（日语：楢原パーキングエリア）

## 相鄰車站
西日本旅客鐵道（JR西日本）
 姬新線
■快速
通過
■普通
美作江見－楢原－林野

## 注腳
1. ↑  .   [2019-03-08]. （原始内容存档于2020-12-08） （日语）.
2. ↑  岡山縣統計年報 （页面存档备份，存于）（日語）

## 外部連結
- 楢原｜車站資訊：JR出門網 - 西日本旅客鐵道（日語）